# New Buda
New Buda (Újbuda) az első magyar település volt az Amerikai Egyesült Államokban, amelyet a levert 1848–49-es forradalom és szabadságharc után Amerikába menekült magyar emigránsok alapítottak, Iowa államban, a missouri határ közelében, a Thompson folyó hídjától és a mai Davis Citytől délre. Ma már nem létezik.
Megalapítását 1850. szeptember 8-án kelt levelében jelentette be az új amerikai elnöknek, Millard Fillmore-nak Újházy László, volt sárosi főispán, aki a szabadságharc végnapjaiban Komárom kormánybiztosa volt. Az új településnek polgármestere és egyben postamestere is lett. Az itt feladott mintegy 800 levél ma igen értékes ritkaság.
A bevándorlók közti egyet nem értés miatt Újházy röviddel később elhagyta a telepet, hogy helyette újat alapítson.
1854 augusztusában idelátogatott az emigráns Xántus János is, aki itt kezdte meg a préri állatainak és növényeinek gyűjtését a magyar Nemzeti Múzeum számára, de miután birtokszerzési szándéka meghiúsult, egy évvel később csalódottan elhagyta a környéket.

## Híres emberek
- Itt hunyt el 1852-ben Kerényi Frigyes magyar költő, műfordító.
- Itt hunyt el 1885-ben Dobozy Imre magyar honvéd az 1848–49-es szabadságharcban és közvitéz az amerikai polgárháborúban.